# Mileștii de Jos
Mileștii de Jos – wieś w Rumunii, w okręgu Bacău, w gminie Parincea. W 2011 roku liczyła 176 mieszkańców.